# Chimera (Mayhem)
Chimera è il terzo album di studio della band black metal norvegese dei Mayhem pubblicato nel 2004.

## Tracce
1. Whore – 2:58
2. Dark Night of the Soul – 6:08
3. Rape Humanity With Pride – 5:41
4. My Death – 5:54
5. You Must Fall – 4:13
6. Slaughter of Dreams – 6:59
7. Impious Devious Leper Lord – 5:38
8. Chimera – 7:00

## Formazione
- Maniac (Sven Erik Kristiansen) - voce
- Blasphemer (Rune Erickson) - chitarra
- Necrobutcher (Jorn Stubberud) - basso
- Hellhammer (Jan Axel Blomberg) - batteria